# Namche Bazaar
Namche Bazaar (नाम्चे बजार−també Nemche Bazaar o Namche Bazar) és una ciutat de la regió de Khumbu, al Nepal. Namche Bazar es troba a 3.440 metres d'altitud. La ciutat ha crescut pels vessants de la muntanya.
Namche Bazaar és la porta d'entrada a l'Himàlaia i tot excursionista a la regió de Khumbu la visita en el seu camí cap a altres punts de la regió. Els visitants solen passar una nit a la ciutat de cara a facilitar l'aclimatació a l'alçada. La ciutat té moltes botigues i albergs on es pot trobar tot el necessari per als excursionistes o les expedicions, però amb uns preus més cars que a Katmandú.
A la part alta de la ciutat hi ha les oficines del Parc Nacional de Sagarmatha, així com els barracons de l'Exèrcit Nepalès.
A l'oest de Namche trobem el Kongde Ri, amb 6.187 metres i a l'est el Thamserku, de 6.623 metres.
En un turó situat sobre Namche Bazaar hi ha el petit aeroport de Shyangboche, situat a 3.750 m. La seva pista no permet l'aterratge d'avions, però si la d'helicòpters.

Namche Bazaar
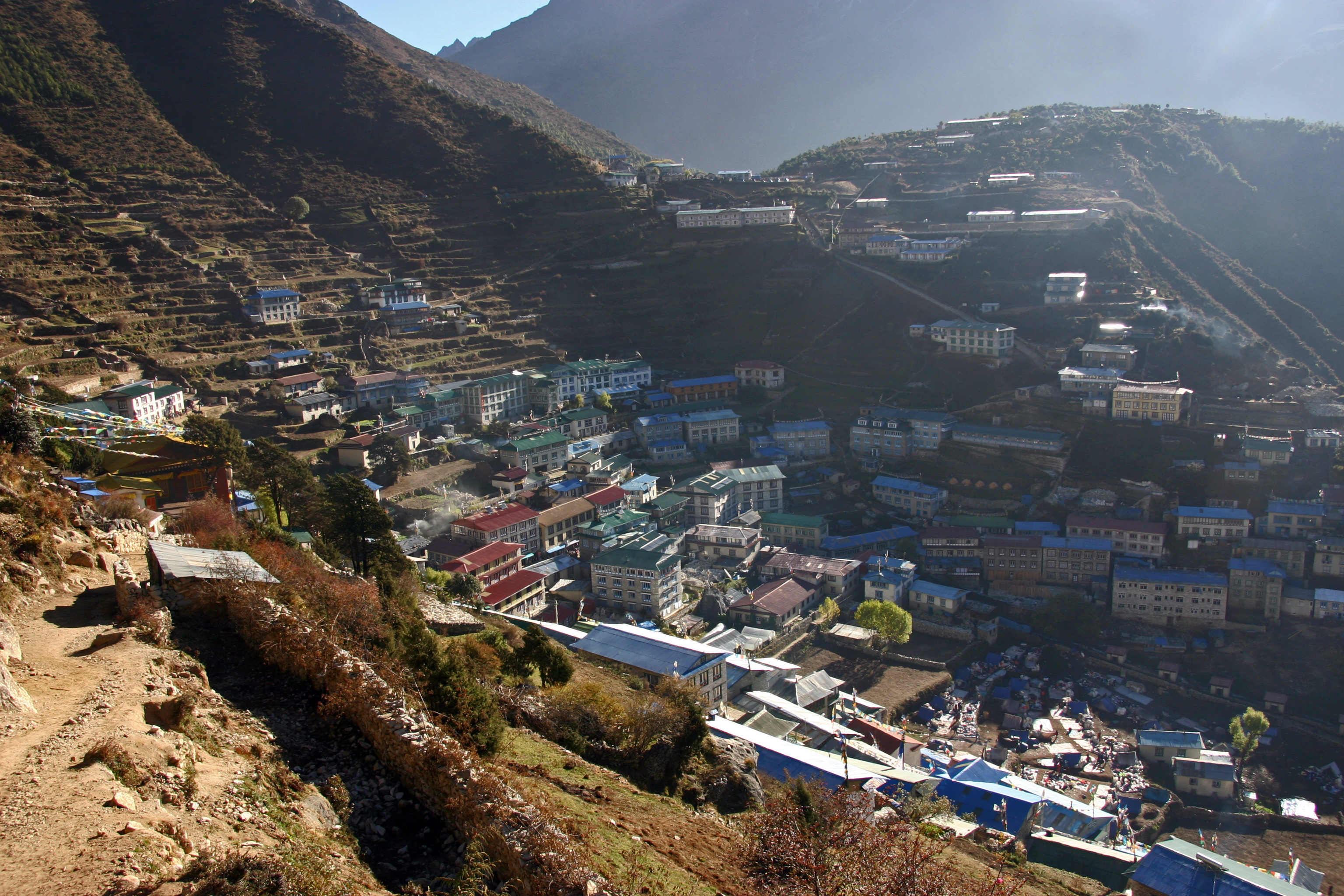
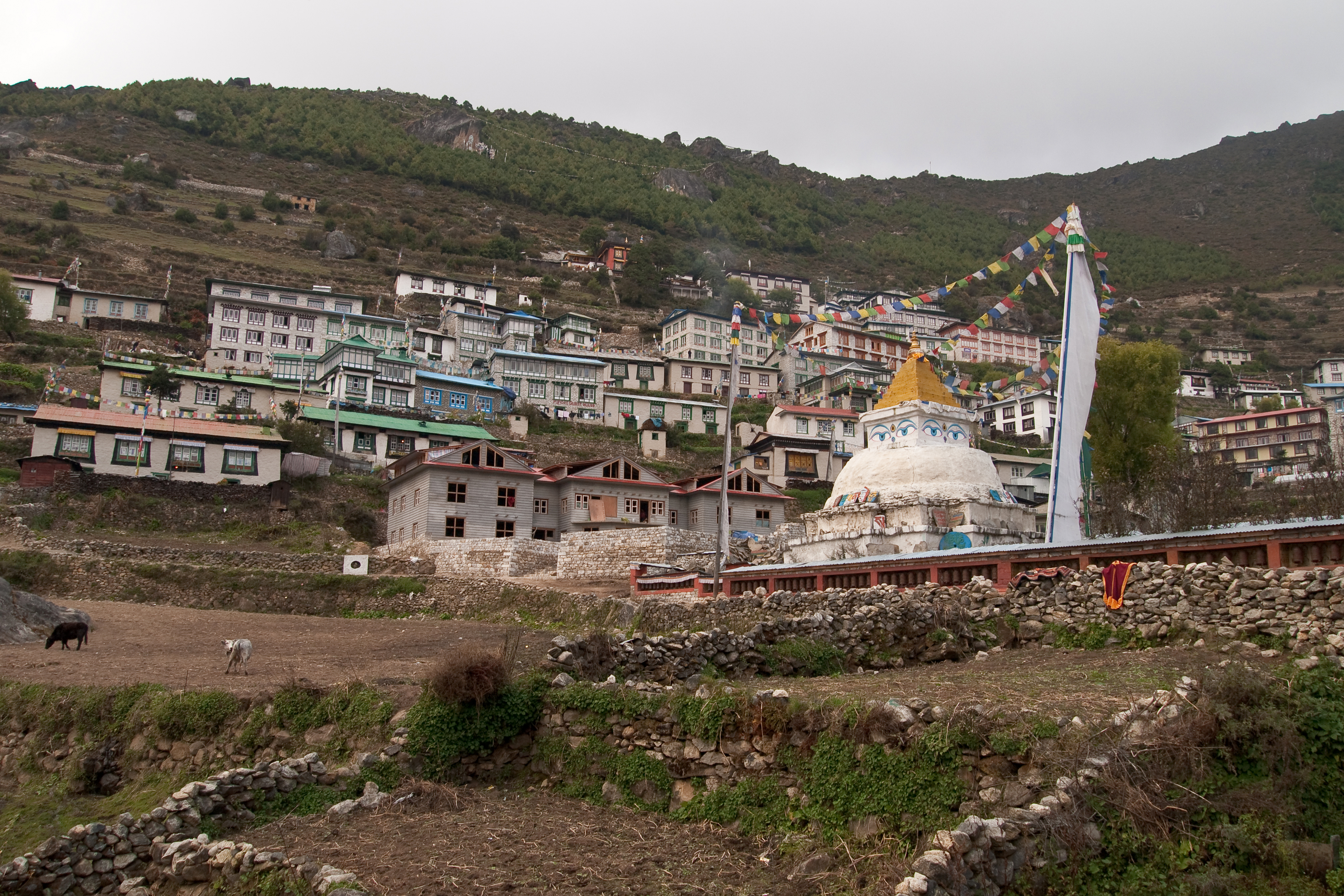
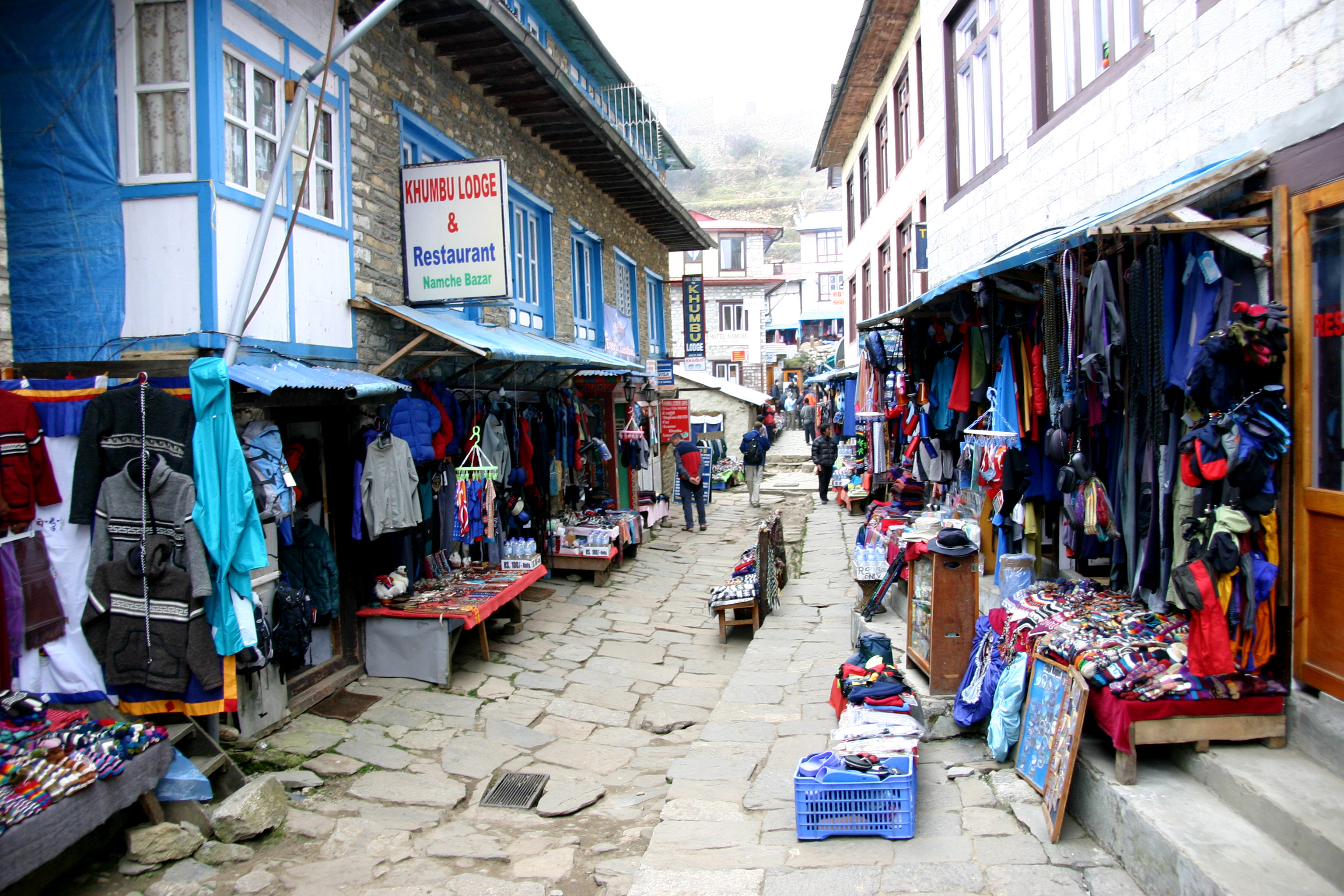
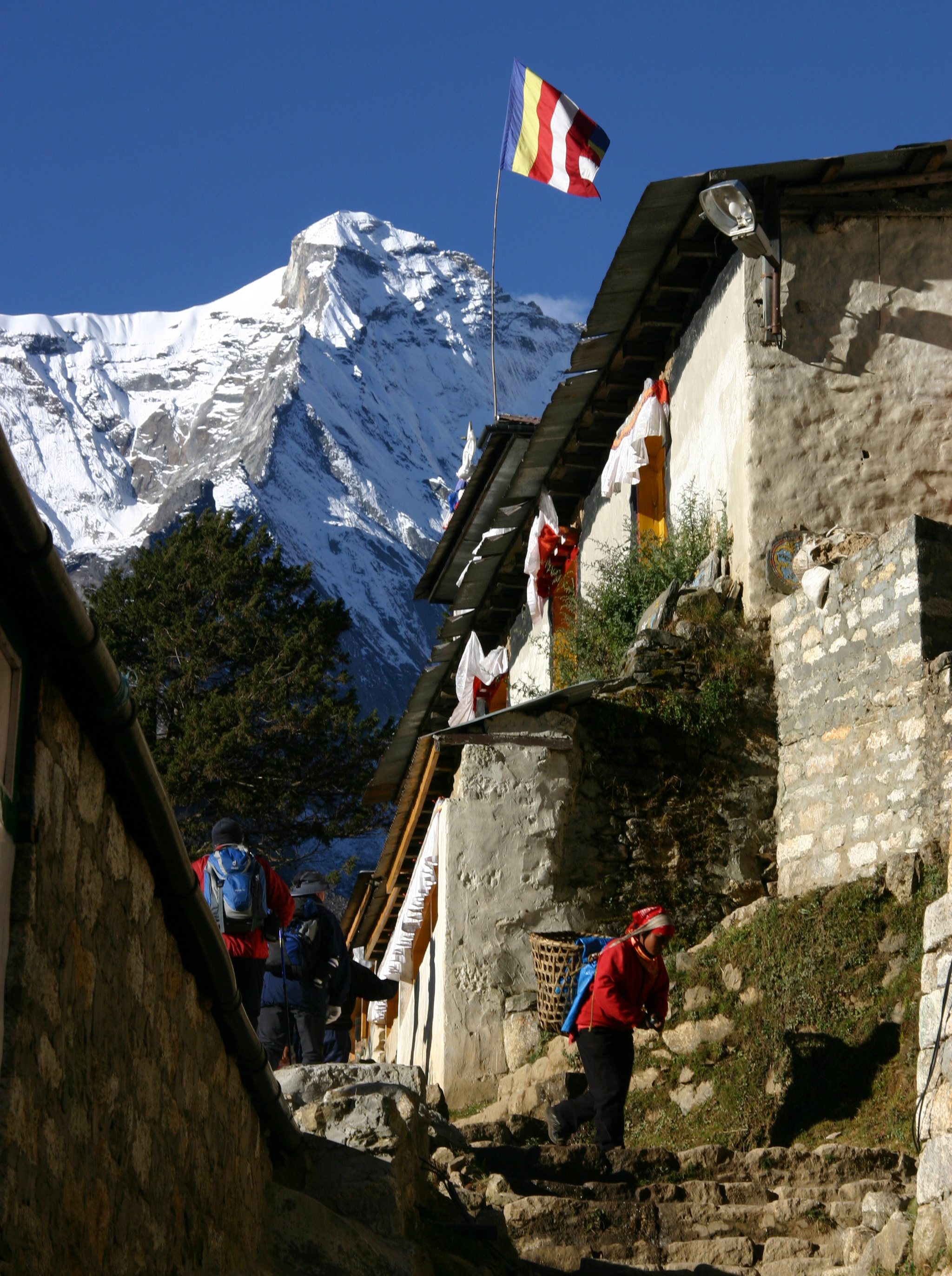
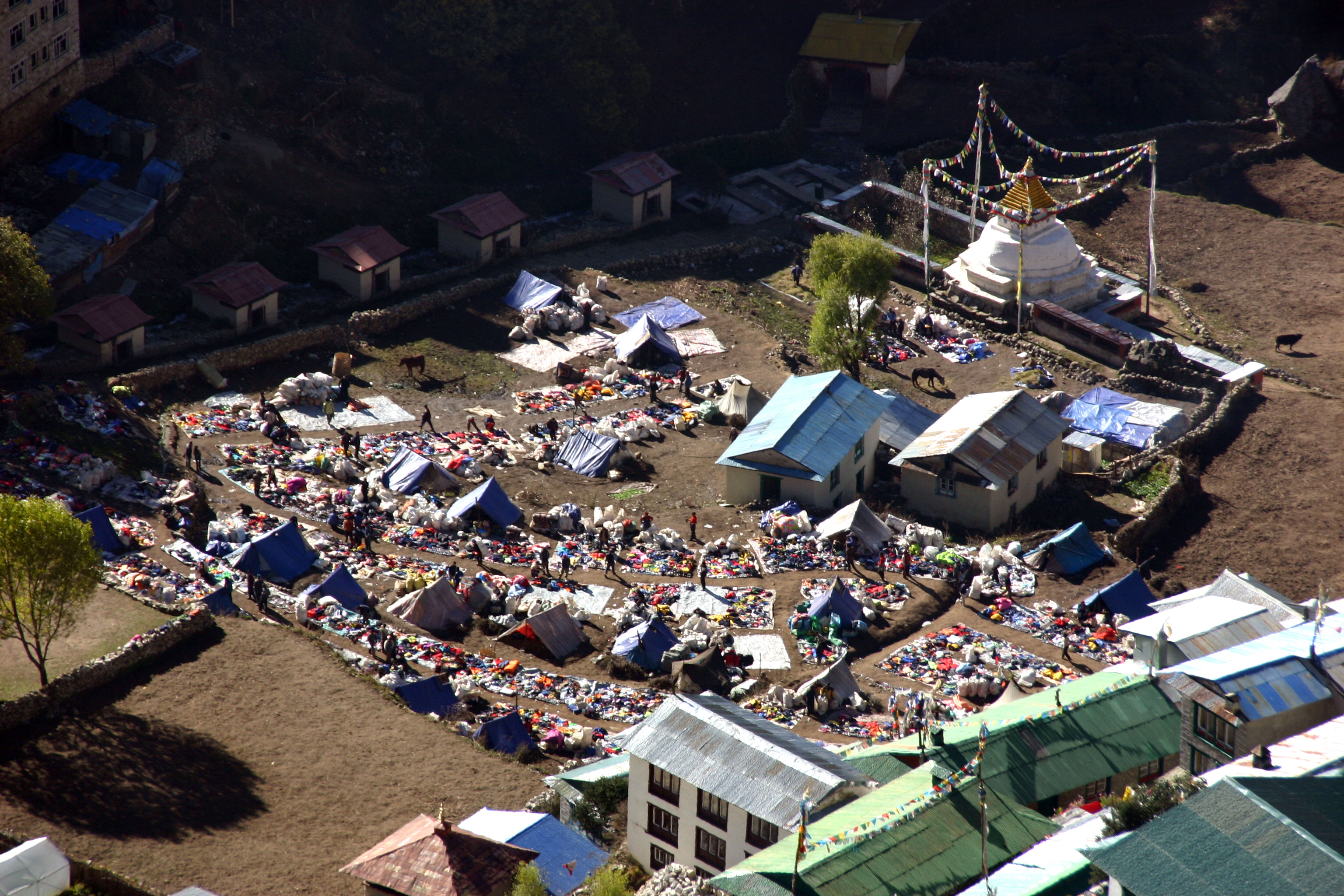
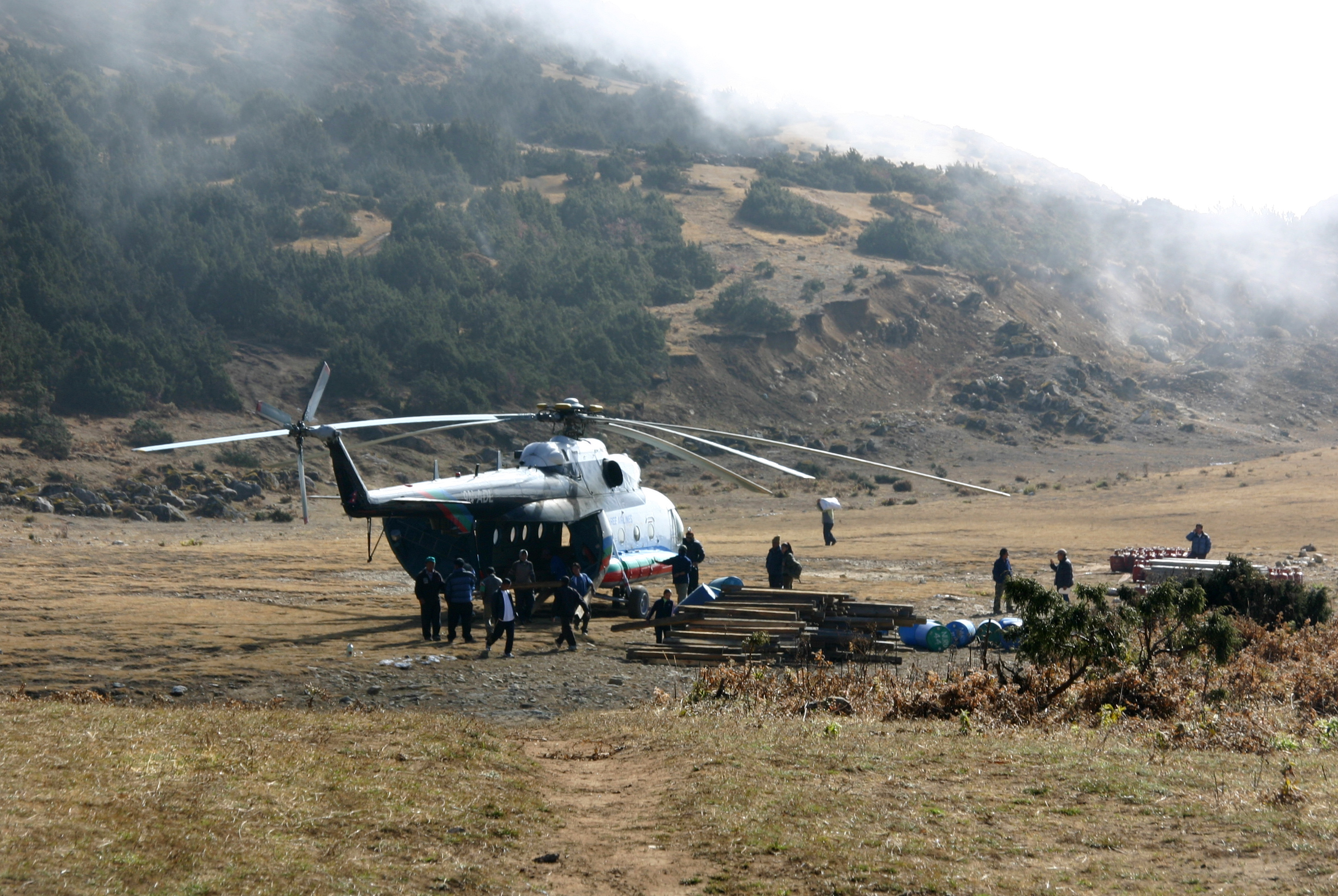
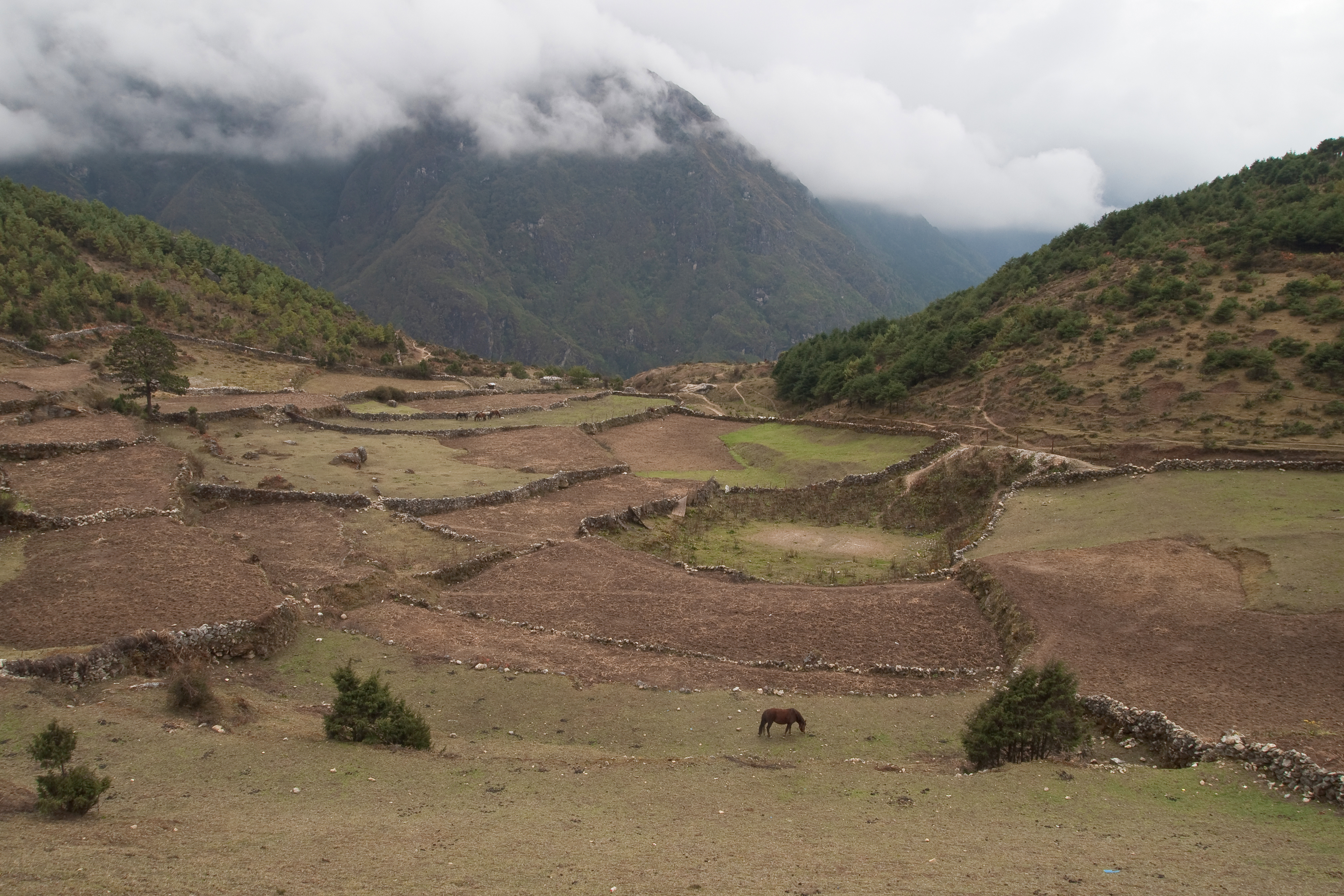
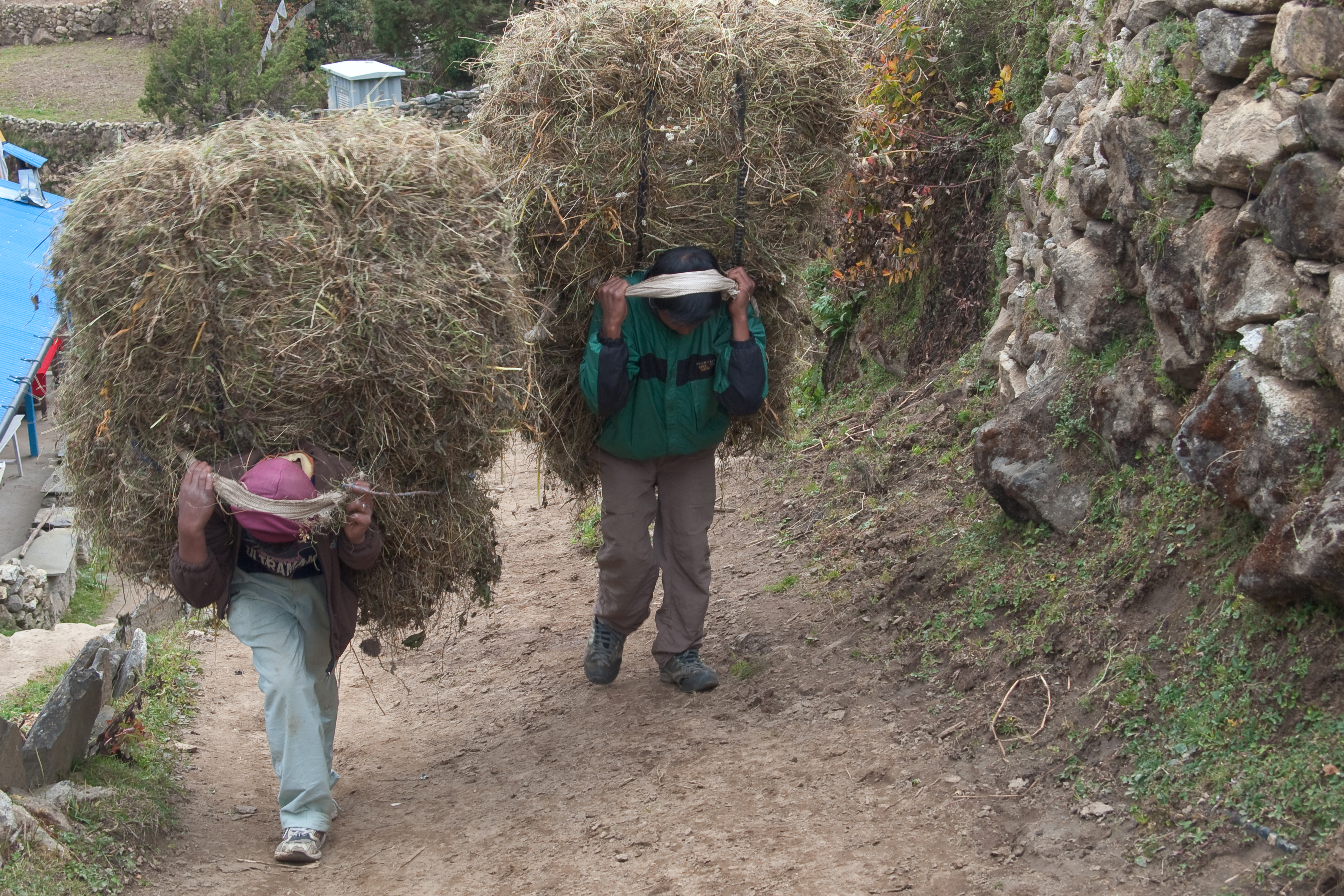
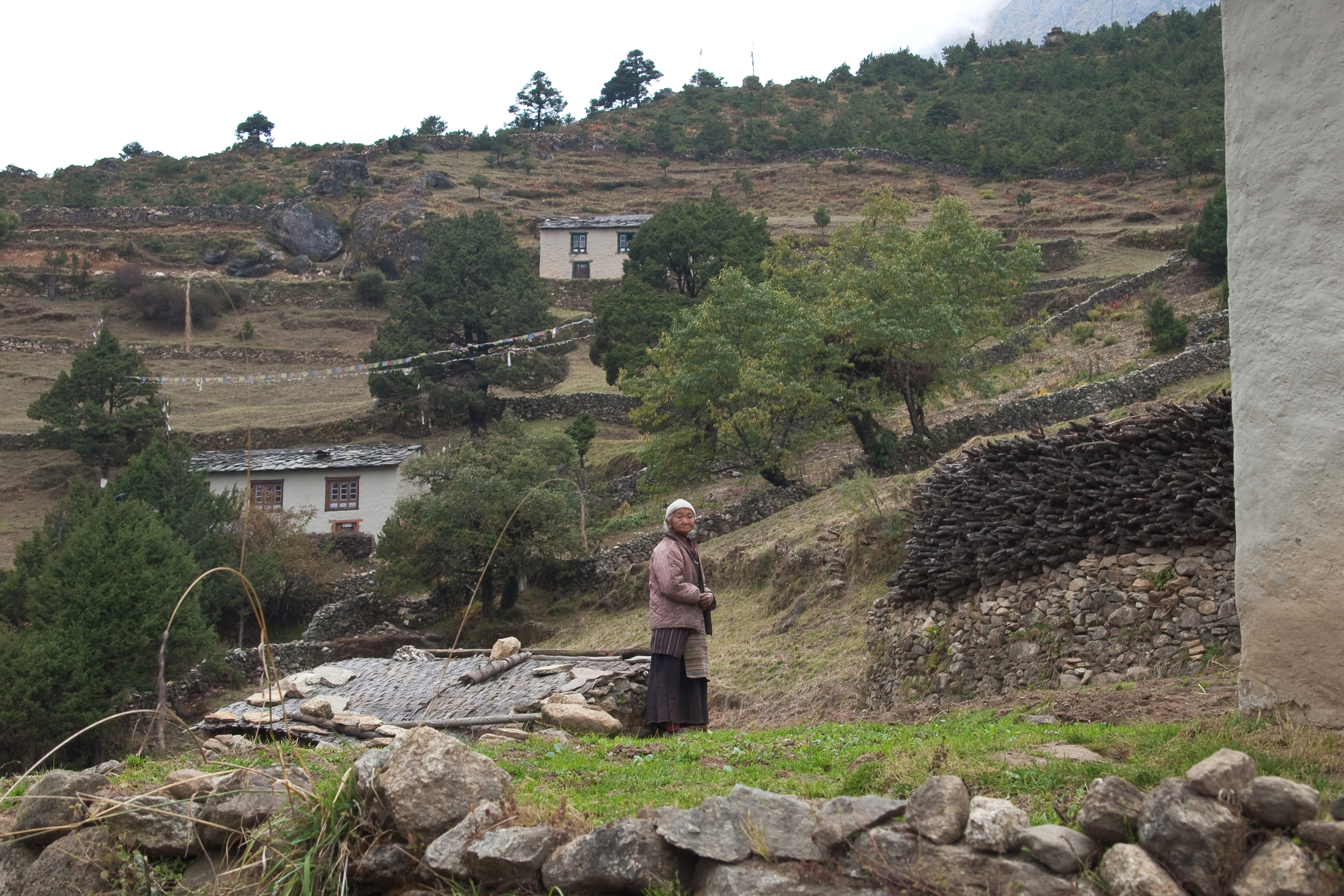